# Estación de Uribitarte
Uribitarte es una estación del tranvía de Bilbao. Se sitúa en el Ensanche bilbaíno, y junto a la estación se encuentran los nuevos edificios de Arata Isozaki, Isozaki Atea, así como el puente Zubizuri de Santiago Calatrava.
La estructura de la parada está compuesta por un módulo técnico que integra los servicios de expendedor de billetes, teléfono y reloj digital, y unidades de energía, comunicación y tráfico, unido a un pórtico acristalado en cuyo extremo se ubica el panel publicitario.

## Accesos
- Paseo de Uribitarte, 13
- Plaza de la Convivencia

## Galería

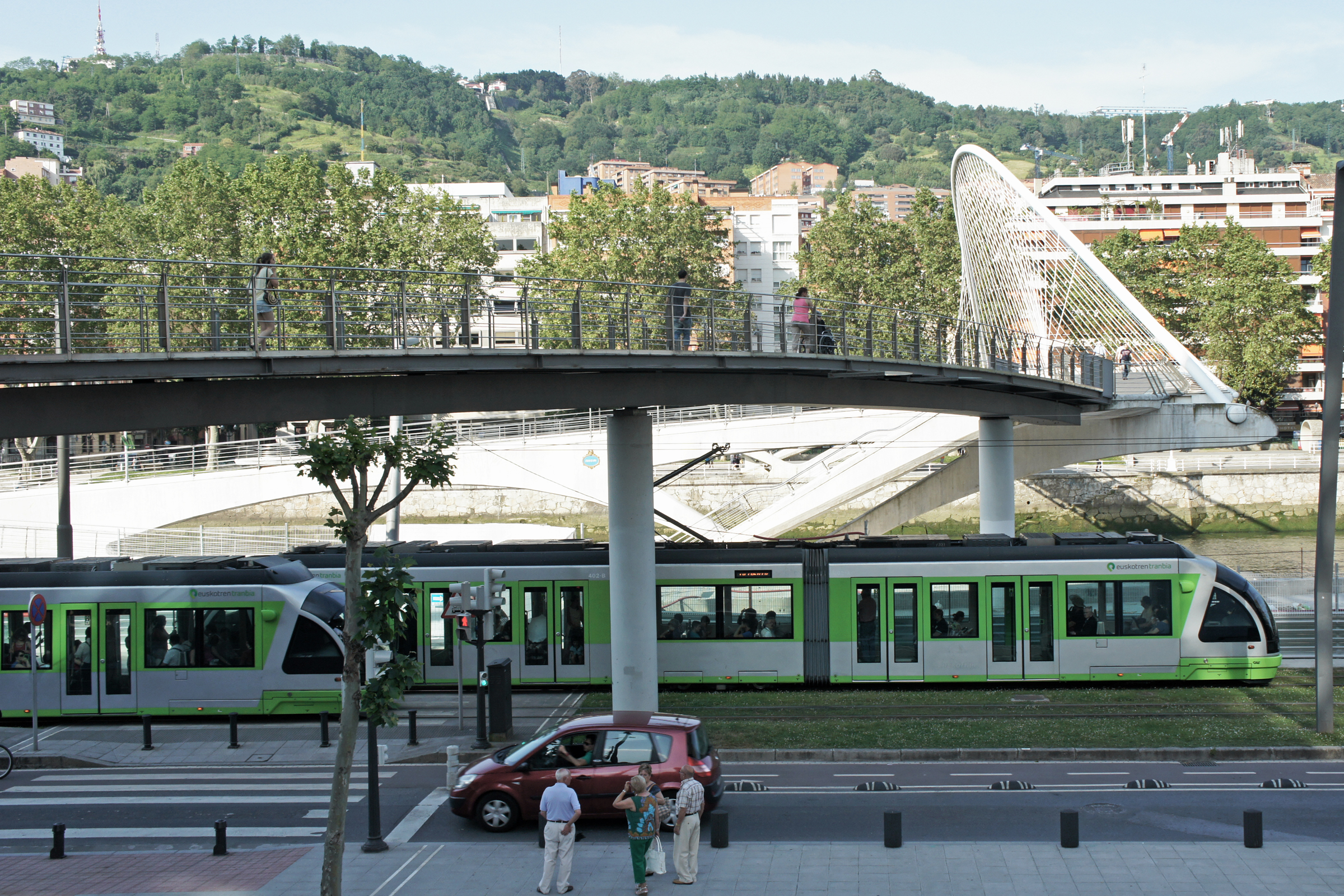
Tranvía pasando bajo el Zubizuri
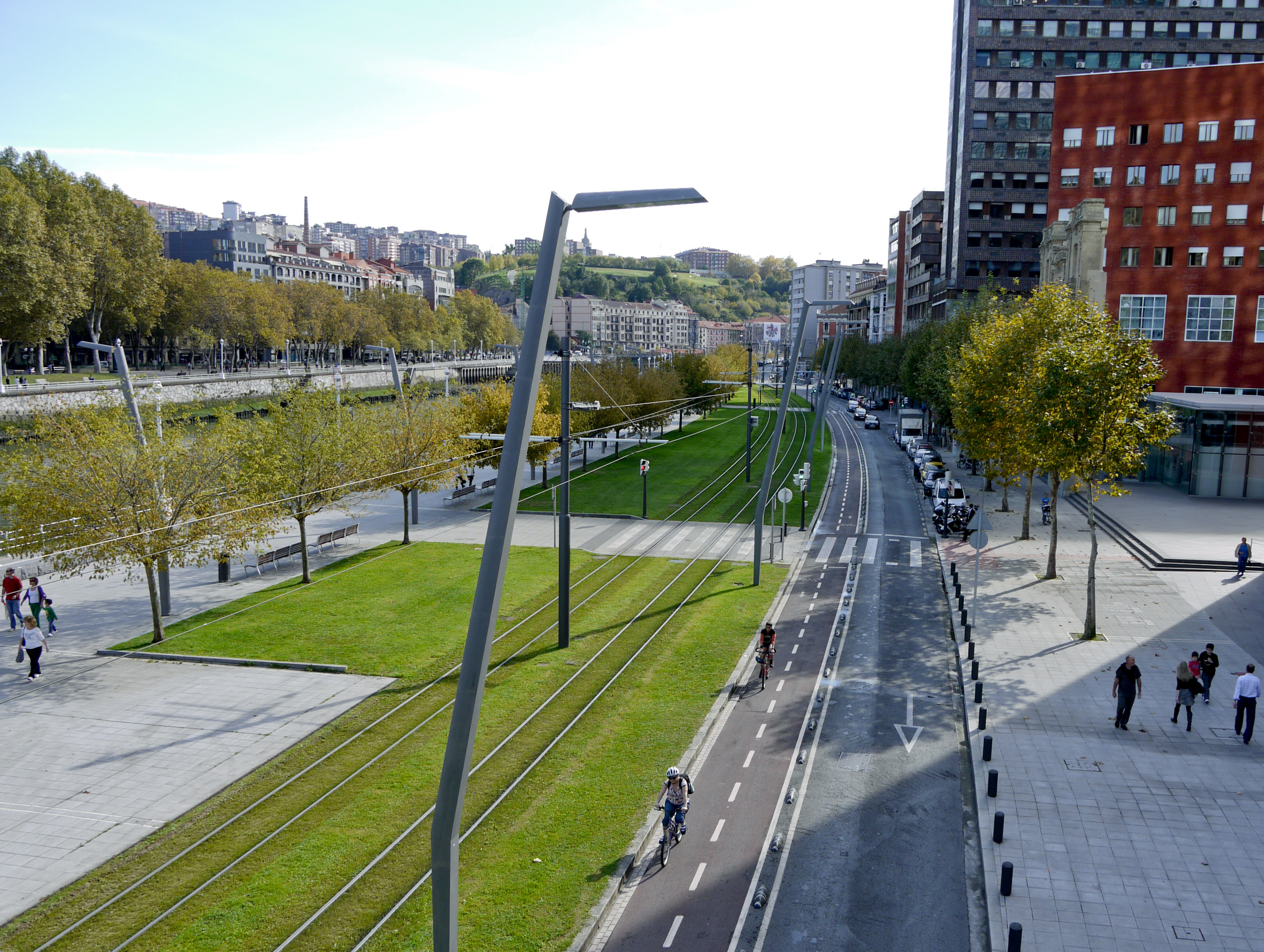
Alrededores de la estación
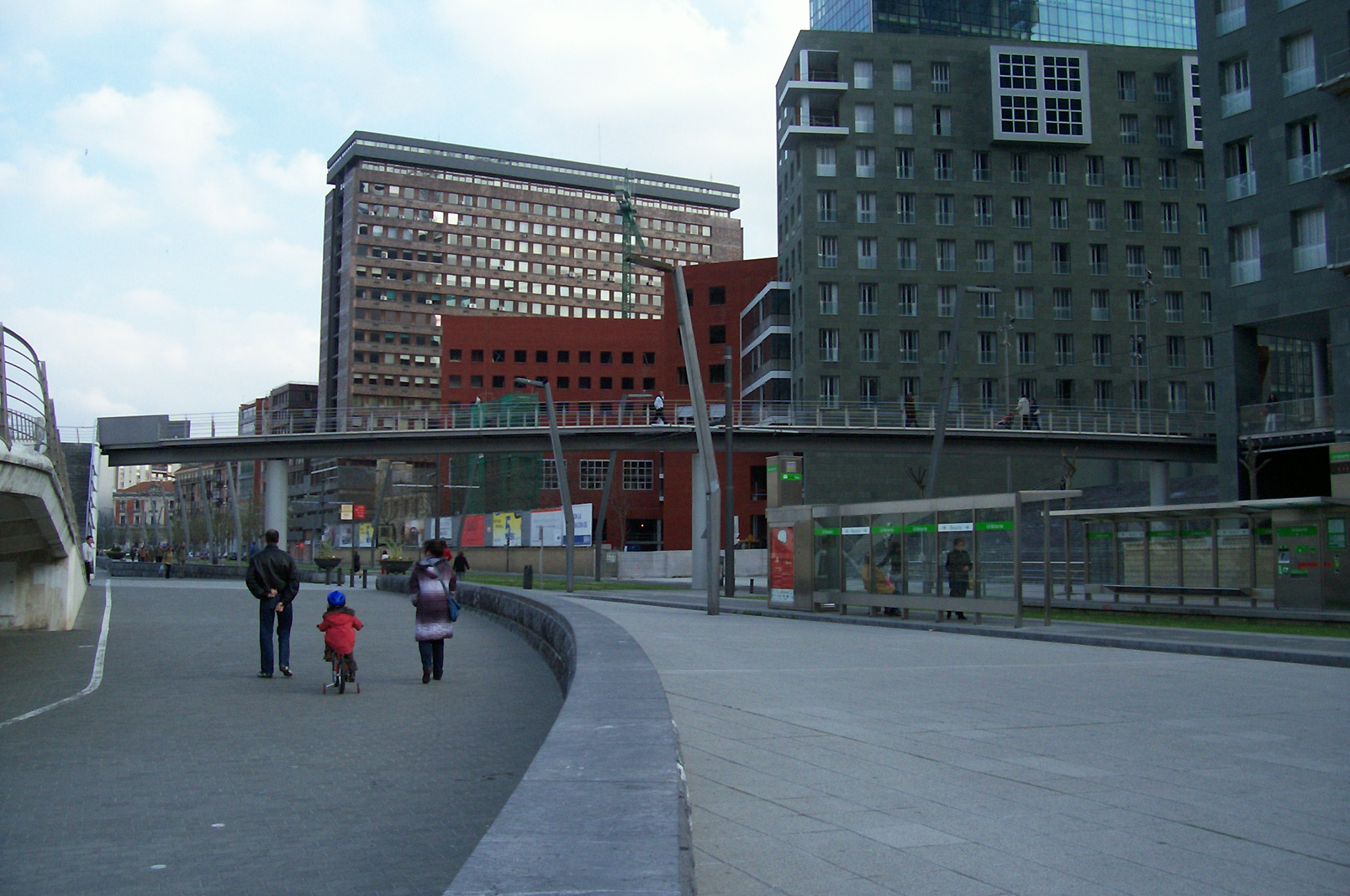
La marquesina de la estación de Uribitarte, a la derecha, se encuentra junto a las Torres Isozaki